# Carpí (peix)

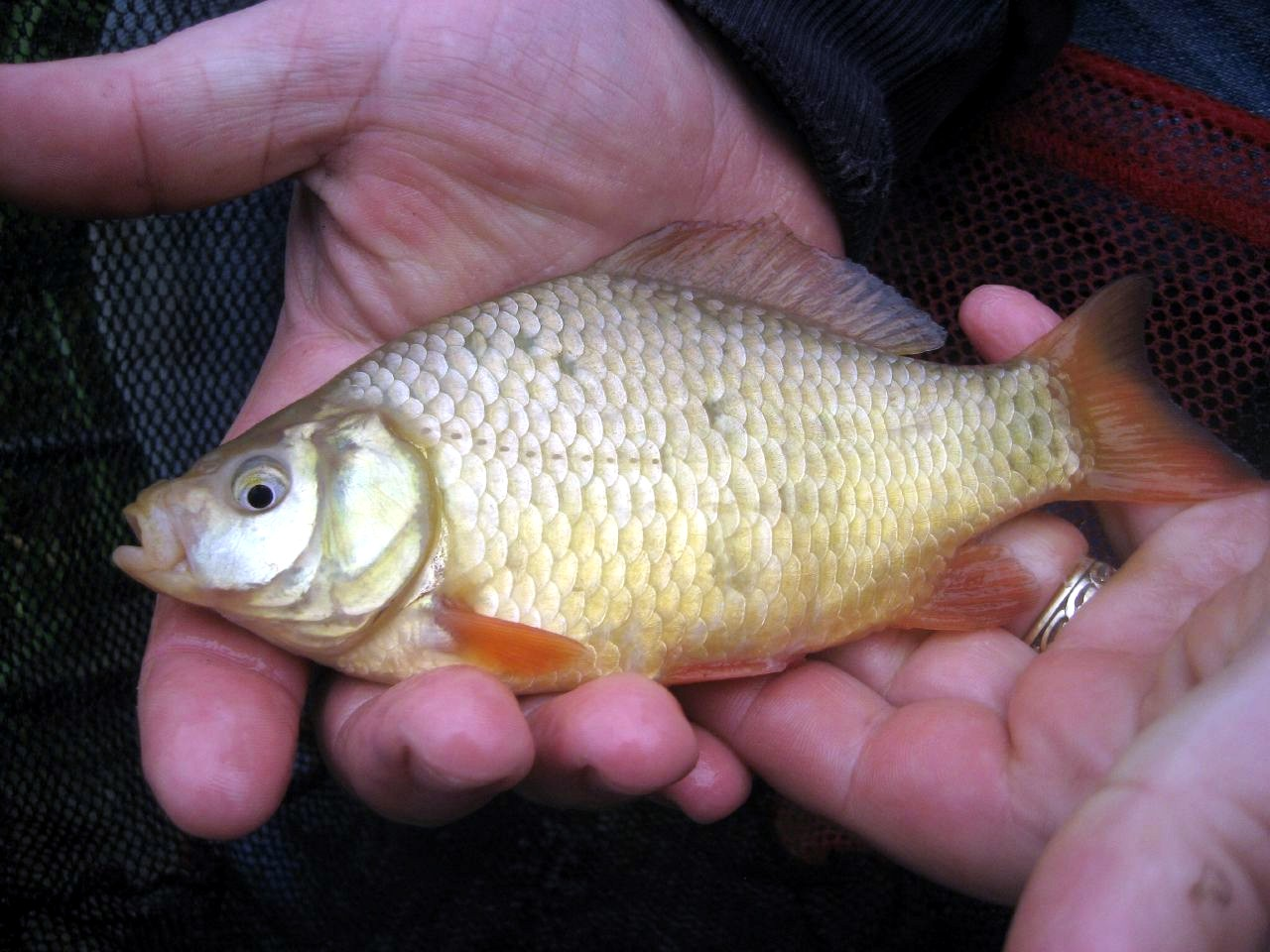
Exemplar capturat a Cheshire (Anglaterra).

El carpí o carpí ver (Carassius carassius) és una espècie de peix cipriniforme de la família dels ciprínids.

## Morfologia
- És molt semblant a la carpa però sense barbetes.
- Té un color terrós amb reflexos daurats o vermells.
- De vegades es confon amb el carpí daurat o carpí vermell (Carassius auratus), sobretot les seues varietats de color més viu.
- Els mascles del carpí poden assolir els 64 cm de longitud total i els 3 kg de pes.[2][3][4]

## Distribució geogràfica
El carpí prefereix les aïgues tranquil·les de corrent lenta o estancades. Es troba en rius, basses i estanys d'aigua dolça des de la península Ibèrica fins al nord de la Xina.
Hom sap que fou un dels peixos introduïts al llac de Banyoles a finals del s. XIX i al s. XX junt amb el peix sol, la carpa, el gardí, el black bass i la gambúsia. Però el carpí, amb el luci i el peix gat negre, no s'ha pogut detectar en les investigacions que s'han fet durant els darrers anys.